# 埃迪尼厄勒莱贝蒂讷
埃迪尼厄勒-莱贝蒂讷（法語：Hesdigneul-lès-Béthune，法語發音：[ediɲœl lɛ betyn]，意为“贝蒂讷附近的埃迪尼厄勒”）是法国上法蘭西大區加来海峡省的一个市镇，属于贝蒂讷区。

## 地理
埃迪尼厄勒-莱贝蒂讷（50°30'5"N, 2°35'28"E）面积2.59 平方千米，位于法国上法蘭西大區加来海峡省，该省份为法国北部沿海省份，西北濒北海，南至索姆省，东临北部省。
与埃迪尼厄勒-莱贝蒂讷接壤的市镇（或旧市镇、城区）包括：富基耶尔莱贝蒂讷、沃德里库尔、布律埃-拉比西耶尔、戈奈、阿伊库尔、乌尚。
埃迪尼厄勒-莱贝蒂讷的时区为UTC+01:00、UTC+02:00（夏令时）。

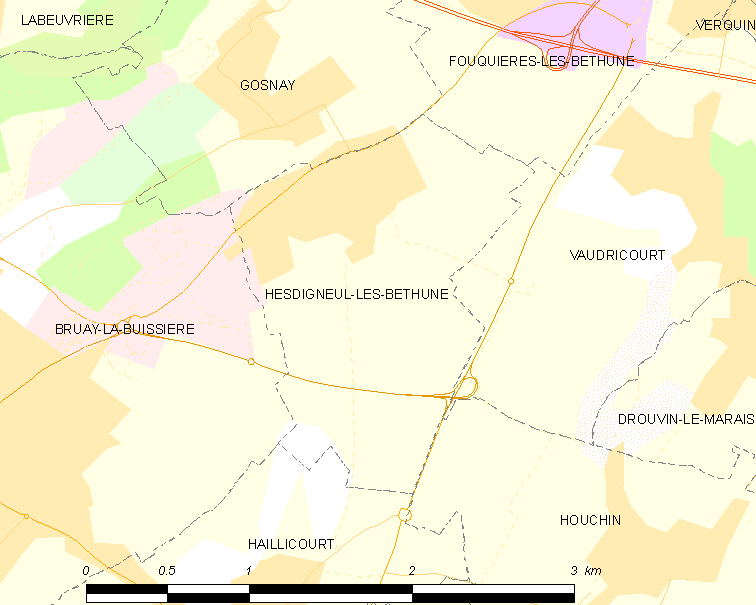
埃迪尼厄勒-莱贝蒂讷的OSM定位图

## 行政
埃迪尼厄勒-莱贝蒂讷的邮政编码为62196，INSEE市镇编码为62445。

## 政治
埃迪尼厄勒-莱贝蒂讷所属的省级选区为讷莱米讷县。

## 人口

1962-2008年间埃迪尼厄勒-莱贝蒂讷人口变化图示

埃迪尼厄勒-莱贝蒂讷于2022年1月1日时的人口数量为842人。